# NGC 4296
NGC 4296是一个位于室女座的透鏡狀星系，距离地球2亿光年，1784年4月13日由威廉·赫歇爾发现。它与NGC 4297成对形成，并相互影响。